# Филип II фон Ханау-Лихтенберг
Филип II фон Ханау-Лихтенберг (на немски: Philipp II von Hanau-Lichtenberg) е граф на Ханау-Лихтенберг от 1480 до 1504 г.

## Биография
Роден е на 31 май 1462 година в Ханау. Той е вторият син на граф Филип I Стари фон Ханау-Бабенхаузен (1417 – 1480) и съпругата му Анна фон Лихтенберг (1442 – 1474), наследничка на Господство Лихтенберг, дъщеря на Лудвиг V фон Лихтенберг (1433 – 1471) и Елизабет фон Хоенлое. По баща е внук на Райнхард II фон Ханау (1369 – 1451) и Катарина фон Насау-Байлщайн († 1459).
По-големият му брат, Йохан (1460 – 1473), умира като дете, и така Филип става последник на баща си. След смъртта на баща му неговият по-малък брат Лудвиг (1464 – 1484) има претенции за управлението, но бързо се отказва от искането си чрез съдействието на граф Филип I фон Ханау-Мюнценберг. Малко след това Лудвиг отива на поклонение до Светите земи и на връщане умира през 1484 г.
Филип II помага на курфюрст Филип фон Пфалц при обсадата на замък Хоенгеролдсек. През 1491 г. Филип II отива на поклонение в Светите земи. На Петдесетница е във Венеция. В Йерусалим той става Рицар на Светия Гроб. Връща се обратно в началото на зимата.
Граф Филип II умира на 22 август 1504 г. между четири и пет часа в Бабенхаузен, където е погребан в църквата Св. Николай.

## Фамилия
Филип II се жени на 9 септември 1480 г. за Анна фон Изенбург (* 1460; † 27 юли 1522 в Бабенхаузен), дъщеря на Лудвиг II фон Изенбург-Бюдинген и графиня Мария фон Насау-Висбаден-Идщайн. Анна донася зестра от 4500 фл. Трябва им разрешение от папата, понеже са четвърти град роднини. Те имат децата:
- Филип III (1482 – 1538), граф на Ханау-Лихтенберг
- Анна (1485 – 1559), монахиня в манастир Мариенборн при Бюдинген
- Маргарета (1486 – 1560), монахиня в манастир, поради грешка е затворена до края на живота си в дворец Бабенхаузен[3]
- Лудвиг (1487 – 1553), духовник
- Мария (ок. 1487 – 1526), абатиса в манастир Кларентал, Висбаден (1512 – 1525)
- Амалия (1490 – 1552), духовник
- Райнхард (1494 – 1537), каноник в Страсбург